# Paul Salmona
 (mars 2018).
Pour les articles homonymes, voir Salmona.
Paul Salmona, né en 1955, est le directeur du musée d'Art et d'Histoire du judaïsme à Paris depuis 2013.

## Parcours
Paul Salmona exerce une activité d’artiste céramiste de 1974 à 1985, tout en préparant une maîtrise d’espagnol obtenue à l’université Toulouse-Le Mirail en 1981. Des œuvres datant de son activité de céramiste se trouvent entre autres dans les collections du musée des Beaux-Arts de Lyon et du musée de Sarreguemines (Donation France et Wolfgang Kermer).
De 1989 à 1992, il est responsable de la communication de la direction des musées de France et de la Réunion des musées nationaux, avant de prendre la direction de l’auditorium du musée du Louvre, fonction qu’il occupe jusqu’en 2005.
En 2005, il crée la direction du développement culturel de l’institut national de recherches archéologiques préventives (Inrap) qu’il dirige jusqu’en 2013. Dans ce cadre, il organise plusieurs colloques scientifiques, dont un colloque sur l’« Archéologie du judaïsme en France et en Europe » (2010),.
En avril 2013, il est nommé directeur du Musée d’Art et d’Histoire du Judaïsme à Paris (MAHJ),. Dans ce cadre, il a notamment organisé les colloques « Archéologie du judaïsme en France et en Europe » (2010) dont les actes ont été publiés en 2011 (Inrap / La Découverte), « Saint-Louis et les juifs » (2014), « L’antisémitisme en France – XIXe – XXIe siècle » (2016), « Juifs et protestants : cinq siècles de relations en Europe » (2017), « Le judaïsme : une tache aveugle dans le récit national? » (2019) et « Archéologie du judaïsme en France en Europe » (avec Philippe Blanchard et Amélie Sagasser, 2022).
De 2005 à 2022, il enseigne à l’École du Louvre et, de 2008 à 2022, à la Sorbonne Abu-Dhabi. Il est membre suppléant du Haut Conseil des musées de France depuis 2017.
En 2021, il publie l'ouvrage Archéologie du Judaïsme en France qui éclaire la présence juive en France durant l’Antiquité et complète les rares informations sur le premier Moyen Âge. Dans Livre Hebdo, Jean-Claude Perrier note à cette occasion que Paul Salmona plaide « pour le développement des recherches visant à redonner aux Juifs la place qui fut la leur à travers 2000 ans de notre histoire, sachant que le judaïsme est encore minoré dans les domaines archéologique, universitaire ou artistique. (...) Qu’on donne à Paul Salmona une chaire quelque part ». Face à la montée de l'antisémitisme, Paul Salmona estime que la participation des Juifs à l'histoire de France mérite d'être redécouverte et mise en avant.
L'Académie française lui décerne le prix Louis-Castex en 2022 pour son ouvrage Archéologie du judaïsme en France.

## Commissariats d'exposition
- 1984 : « Dédale 84. Création et nouvelles technologies », Circa, centre culturel de rencontres de la Chartreuse de Villeneuve-lès-Avignon (commissaire adjoint)
- 1999-2000 : « L’empire du Temps – Mythes et créations », au musée du Louvre (conseiller des commissaires)[11]
- 2014-2015 : « Roman Vishniac. De Berlin à De Berlin à New York, 1920-1975 », musée d’art et d’histoire du Judaïsme, Paris (commissaire de l’étape parisienne de l’exposition conçue par Maya Benton pour l’International Center of Photography à New York)[12],[13]
- 2016-2017 : « Le Golem. Avatars d’une légende d’argile », musée d’art et d’histoire du Judaïsme, Paris (commissariat général)[14],[15]
- 2017 : « Juifs et protestants. Parcours croisés 1517-2017 », Lieu de mémoire du Chambon-sur-Lignon (commissaire avec Patrick Cabanel)[16],[17]
- 2018 : « Hommage aux donateurs », musée d’art et d’histoire du Judaïsme, Paris (commissariat général)[18],[19]
- 2018 : « Helmar Lerski. Pionnier de la lumière », musée d’art et d’histoire du Judaïsme, Paris (commissariat général)[20],[21]
- 2021 : « Patrick Zachmann. Voyages de mémoire», musée d’art et d’histoire du Judaïsme (commissaire avec l'artiste) https://www.mahj.org/fr/ressources-editions/patrick-zachmann-2550

## Ouvrages
- L’Archéologie du judaïsme en France et en Europe, sous la direction de Paul Salmona et Laurence Sigal, Paris, La Découverte, 2011,  (ISBN 9782707166944)[22],[23]
- Saint Louis et les juifs – Politique et idéologie sous le règne de Louis IX, sous la direction de Paul Salmona et Juliette Sibon, Paris, Éditions du Patrimoine, 2015,  (ISBN 275770446X)[24],[25]
- Réflexions sur l’antisémitisme, sous la direction de Paul Salmona, Dominique Schnapper et Perrine Simon-Nahum, Paris, Odile Jacob, 2016, (ISBN 2738134785)[26],[27]
- Art et histoire du Judaïsme. Un abécédaire, sous la direction de Paul Salmona, Paris, Flammarion, 2018,  (ISBN 9782081427143)[28]
- Juifs et protestants – Parcours croisés 1517-2017 (avec Patrick Cabanel), Le Cheylard, éditions Dolmazon, 2020  (ISBN 9782911584725)
- Les juifs, une tache aveugle dans le récit national, sous la direction de Paul Salmona et Claire Soussen, Albin Michel, 2021  (ISBN 9782226459824)[29]
- Archéologie du Judaïsme en France, éditions La Découverte - INRAP - musée d’art et d’histoire du Judaïsme, 2021 [30]
- Archéologie du judaïsme en Europe (avec Philippe Blanchard et Amélie Sagasser, dir.), Paris, CNRS Editions-Inrap-mahJ, 2023

## Articles
- « Le judaïsme médiéval en France : une présence oubliée » (avec Laurence Sigal), Paris, Le Monde, 17 janvier 2010[31]
- « Nos ancêtres les juifs d’Europe », dossier coordonné par Paul Salmona, Paris, L’Arche n° 620, janvier 2010
- “Les archives du sol”, in « Le Patrimoine », Textes et documents pour la classe, CNDP, mars 2013[32]
- « Archéologie », in Leselbaum J. et Spire A. (dir.), Dictionnaire du judaïsme français depuis 1944, Paris, Armand Colin-Le Bord de l’eau, 2013[33]
- “Un descubriment capdal per a la historia de l’Europa medieval”, in Tragedia al call – Tàrrega 1348, Tàrrega, Museu Comarcal de l’Urgell, 2014[34],[35]
- « Effets de temps », in Moshe Ninio – Lapse (cat. exp.), Paris, musée d’art et d’histoire du Judaïsme, 2016
- « Présences, expulsions et reconstitutions de communautés juives en France », in Archéologie des migrations, La Découverte, 2017[36]
- « Replacer les objets au sein d’une évocation globale des cultures du judaïsme : le musée d’art et d’histoire du judaïsme à Paris », in Du lieu de culte à la salle de musée – Muséologie des édifices religieux, sous la direction de Claire Merleau-Ponty, Paris, L’Harmattan, 2017[37]
- « La présence juive de l’Antiquité à la fin du Moyen Âge est absente du récit national », Paris, Le Monde, 11 décembre 2017[38]
- « Histoire d’une acquisition majeure », in Helmar Lerski. Pionnier de la lumière (cat. exp.), Paris, Gallimard, 2018[39].
- « Perspectives archéologiques », dans Savants et Croyants. Les juifs d’Europe du Nord au Moyen Âge, sous la direction de Nicolas Hatot et Judith Olszowy-Schlanger, Gand et Rouen, Snoek-musées de Rouen, 2018[40].
- « L’archéologie des communautés juives européennes » (avec Philippe Blanchard), in Une Histoire des civilisations. Comment l’archéologie bouleverse nos connaissances, sous la direction de Jean-Paul Demoule, Dominique Garcia et Alain Schnapp, Paris, La Découverte, 2018[41].
- « Le rouleau d'Esther de Gérard Garouste », in Gérard Garouste et l'école des prophètes (cat. exp.), Lieu de mémoire du Chambon-sur-Lignon, 2019  (ISBN 9782952951371).
- « Adolfo Kaminsky, photographe clandestin », in Adolfo Kaminsky – Changer la donne, Paris, Cent Mille milliards, 2019.
- « A quoi sert la mise au ban de Maurras par la justice si l’amnésie vient la recouvrir ? », Le Monde, 8 janvier 2021[42]
- « Visée mémorielle, geste artistique et contresens historique : le monument de Dani Karavan à Gurs », L’Arche, mai-juin 2023, p. 28-29.
- « Dissolution de Civitas : “Faire des juifs de France des étrangers relève d’une falsification” », Le Monde, 13 août 2023[43]
- « Traces archéologiques de la présence juive dans l’Antiquité et au premier Moyen Âge », in Sylvie Anne Goldberg (dir.), Histoire juive de la France, Paris, Albin Michel, 2023, p. 52-56.
- « La synagogue médiévale de Rouen », in Goldberg 2023, p. 107
- « Vestiges et oubli de la présence juive médiévale », in Goldberg 2023, p. 243-248
- « Un cimetière judéo-ibérique à La Bastide-Clairence », in Goldberg 2023, p. 286
- “Une note de bas de page dans le Malet et Isaac”, in « Juif visible / Juif invisible », Plurielles n° 24, Revue culturelle pour un judaïsme humaniste et laïque, 2023
- « Latrines. Ce qui reste de Rivesaltes », in Formes de la ruine (cat. exp.), musée des Beaux-Arts de Lyon, Liénart, 2024, p. 419-420
- « Un antisémitisme au noir dans Les allées du salon », in Le Journal des arts, 3 janvier 2024
- “Archéologie des cimetières juifs médiévaux en France”, in « Les cimetières juifs en France : histoire, mémoire, patrimoine », Archives juives n° 57, PUF, 2024, p. 25-50.
- « D’un pogrom à l’autre. Chana Orloff et son héritage », in Danielle Cohen-Levinas (dir.), Le monde d’après. 7 octobre 2023, Paris, Cerf, 2024, p. 55-59.
- “Las colecciones arqueológicas judías en los museos franceses”, in Arturo Ruiz Taboada (dir.), Toledo en la gestión de la nueva arqueología judía en Europa, Madrid, Ministerio de Cultura, 2024, p. 179-195
- “Archéologie de la présence juive en France”, in « Les juifs en France. L’histoire oubliée », Revue des deux mondes, mai-juin 2024.
- « L’archéologie demain », entretien croisé avec Benoît Bérard, Valérie Delattre, Valérie Matoïan et Réjane Roure, dans Anne Lehoërff et Nicolas Grimal (dir.), L’archéologie française en France et à l’étranger. Assises scientifiques, Académies des Inscriptions et Belles Lettres – ministère de la Culture, 2024.
- « Éloge de la préemption », Journal des arts, 16 janvier 2025.
- « Commentaire », in Nurith Aviv, Filmer la parole, Paris, Exils, 2025, p. 211-216.
- “Le réseau des musées engagés. Pour que les musées soient des lieux familiers”, entretien croisé avec Constance Rivière et Olivier Cogne, recueilli par Isabel Nottaris et David Fernandes, in « Engagement et militance », Lettre de l’Ocim n° 211, mars 2025[44].
- « Une conception symphonique du musée. Michel Laclotte et l’auditorium du Louvre », Predella journal of visual arts, n° 57, 2025.